# École pour l'informatique et les techniques avancées
 (août 2023).
Ne doit pas être confondu avec École pour l'informatique et les nouvelles technologies.
L'École pour l’informatique et les techniques avancées (EPITA) est l'une des 204 écoles d'ingénieurs françaises accréditées au 1er septembre 2020 à délivrer un diplôme d'ingénieur.
Créée en 1984, c'est un établissement d'enseignement supérieur privé (reconnu par l'État). Elle est membre de la conférence des grandes écoles (CGE), de l'union des grandes écoles indépendantes (UGEI), de la conférence des directeurs des écoles françaises d'ingénieurs (CDEFI) et appartient au pôle Institute of Technology du groupe IONIS.

## Histoire

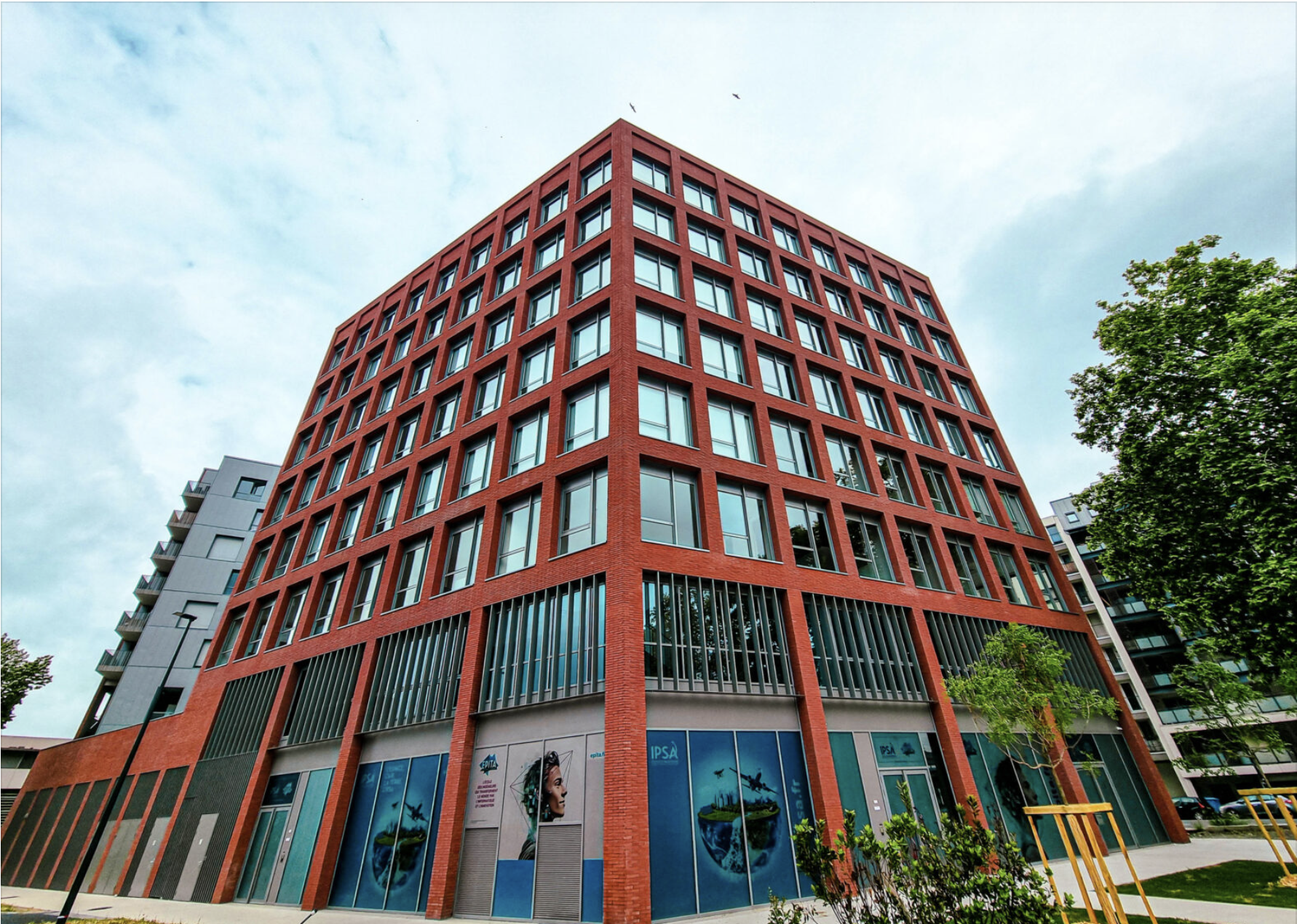
Entrée du campus de l'EPITA Toulouse

L’école a été créée en 1984 par le Groupe Paris-Campus, fondé par Patrice Dumoucel, qui intègre de nombreux autres établissements créés ou repris par le Groupe. Le groupe IONIS rachète l'école en 1994.
En 1995, le certificat de l'EPITA devient un titre reconnu niveau I par l'État à la suite de la session de juillet 1995 "homologuée de niveau I par le ministère de l'industrie", puis en continuité de la session de juillet 1996 de la commission nationale de la certification professionnelle et par l'Arrêté du 12 décembre 1996.
À partir de 2007, elle est habilitée par la commission des titres d'ingénieur (CTI) à délivrer le diplôme d'ingénieur pour trois ans. Cependant, compte-tenu de la durée des études (3 ans) et de la non-rétroactivité, le titre d'ingénieur diplômé n'est délivré aux lauréats qu'à partir de 2010. Auparavant, le titre "d'ingénieur de l'EPITA" est toujours valide. Les ingénieurs sont déclarés à l'IESF.
Elle est reconnue via la CTI par l’État à partir de 2008. En 2010, l'habilitation est renouvelée pour trois ans. L'école d'ingénieurs devient membre de l'Union des grandes écoles indépendantes (UGEI) en 2013. En 2011, elle est habilitée par le ministère de l'Éducation nationale à délivrer le diplôme national de master en sciences et technologies, mention informatique. À partir de mai 2013, l'habilitation par la commission des titres d'ingénieur est renouvelée pour la durée maximale possible.
En 2017, l'école ouvre de nouveaux campus à Lyon, Rennes, Strasbourg et Toulouse et en 2016, dans le cadre d'un partenariat entre le Groupe IONIS et le Groupe Sup de Co, elle ouvre sa première école à l'étranger : EPITA Dakar.
En 2019, EPITA devient partenaire de la défense Nationale française dans le but de collaborer dans le domaine de la cybersécurité.
En 2021, EPITA annonce que le cycle ingénieur - jusque là disponible uniquement au campus du Kremlin-Bicêtre - sera aussi accessible dans les campus de région.
En 2022, EPITA obtient le Grade de Licence pour son Bachelor Cybersécurité.

## Organisation
L'école est gérée au quotidien par un directeur général. De 1997 à 2021, ce directeur était Joël Courtois, précédemment enseignant à l’Institut supérieur d'électronique de Paris de 1984 à 1995.
Le 1er juillet 2021, l'école passe du statut d'Association à celui de Société Anonyme à Conseil de Surveillance et Directeur Général Unique.
En Septembre 2023, Fabrice Bardèche reprend la direction générale de l'EPITA succédant ainsi à Philippe Dewost.
L'école est présidée par le président du Groupe IONIS, Marc Sellam.

## Innovation pédagogique
C'est à l'EPITA qu'est inventé en 1984 le concept de « piscine » d'intégration, période d'apprentissage intensif, y compris nocturne, de la programmation informatique. Ce dispositif pédagogique sera repris et modifié dans d'autres écoles, notamment à Épitech ou 42 sous l'impulsion de Nicolas Sadirac,.

## Classements
L'EPITA apparaît dans les classements nationaux des écoles d'ingénieurs :
| Nom                                                  | 2019 (Rang) | 2020 (Rang) | 2021 (Rang) | 2024 (Rang) |
| ---------------------------------------------------- | ----------- | ----------- | ----------- | ----------- |
| L’Étudiant                                           |             | 71          | 88          | 58          |
| Usine Nouvelle                                       | 20          | 15          | 15          | 14          |
| Le Figaro (Catégorie "écoles d'ingénieurs post-bac") |             |             |             | 19          |

## Anciens élèves
- Nicolas Sadirac (promotion 1992) : cofondateur d'Epitech, de l'école 42, et de 01 Edu System[27].
- Jessy Bernal (promotion 2008): cofondateur de Doctolib[28].
- Claire Calmejane (promotion 2005) : Directrice de l'Innovation du Groupe Société Générale[29].
- Julien Lemoine (promotion 2004): cofondateur et CTO d'Algolia[30].